# Stephen Oswald
Stephen Scot Oswald (Seattle, 30 de junho de 1951) é um ex-astronauta norte-americano. Um veterano de três missões nos ônibus espaciais, foi contra-almirante da Marinha dos Estados Unidos condecorado com a Legião do Mérito e também exerceu o cargo de administrador das Operações Espaciais da NASA.

## Biografia
Formou-se em engenharia aeroespacial na Academia Naval dos Estados Unidos em 1973 e foi qualificado como aviador naval em 1974, servindo a bordo do porta-aviões USS Midway entre 1975 e 1977. Em 1978, após o curso de piloto de testes na Escola de Pilotos de Teste Navais dos Estados Unidos, em Maryland, continuou na escola fazendo testes de propulsão de jatos, desempenho e aerodinâmica em caças McDonnell Douglas F/A-18 Hornet, até passar para a atividade civil de piloto de testes da Westinghouse.
Em 1984 ele juntou-se à NASA como engenheiro aeroespacial e piloto instrutor, qualificando-se como candidato ao quadro de astronautas em junho de 1985. Depois de concluído o curso, Oswald exerceu as funções de representante das tripulações de voo no Centro Espacial John F. Kennedy e CAPCOM no Controle de Missão durante missões dos ônibus espaciais. 
Como piloto, ele foi ao espaço três vezes. A primeira em janeiro de 1992, na STS-42 Discovery e a segunda na STS-56 Discovery, em abril de 1993. Em março de 1995, Oswald foi o comandante da STS-67 Endeavour, que então quebrou o recorde de permanência no espaço para uma missão do ônibus espacial, um total de dezessete dias. Após esta última missão ele foi transferido para o quartel-general da NASA em Washington D.C., onde atuou como co-administrador de Operações Espaciais da agência. 
Se aposentou da NASA em 2000, após dezesseis anos de serviços como astronauta, engenheiro e executivo.